# Isabel da Dinamarca, duquesa de Meclemburgo-Güstrow
Isabel da Dinamarca (14 de outubro de 1524 - 15 de outubro de 1586) foi uma princesa dinamarquesa, duquesa de Meclemburgo-Schwerin e duquesa de Meclemburgo-Güstrow por casamento. Era a filha mais velha do rei Frederico I da Dinamarca e da sua segunda esposa, a princesa Sofia da Pomerânia.

## Família
Isabel foi a segunda criança nascida da união entre o rei Frederico I da Dinamarca com a princesa Sofia da Pomerânia. Os seus avós paternos eram o rei Cristiano I da Dinamarca e a princesa Doroteia de Brandemburgo. Os seus avós maternos eram o duque Bogislau X da Pomerânia e Anna Jagiellon.

## Biografia
Isabel foi criada na corte real dinamarquesa do seu meio-irmão mais velho, o rei Cristiano III da Dinamarca, onde foi notada pela sua beleza. Em 1542 ficou noiva do duque Magno III da Meclemburgo-Schwerin com quem se viria a casar no dia 26 de agosto de 1543. Do casamento não nasceram filhos. Após a morte do marido em 1550, Isabel regressou à Dinamarca onde ficou até ao seu segundo casamento em 1556.
Isabel casou-se pela segunda vez no dia 14 de fevereiro de 1556 com o duque Ulrico III de Meclemburgo-Güstrow, de quem teve apenas uma filha, Sofia, que se casou com o rei Frederico II da Dinamarca em 1572. A sua relação com Ulrico era descrita como muito feliz.
Isabel visitava frequentemente a corte dinamarquesa e também a sua antiga cunhada, a rainha-viúva Doroteia. Depois de a sua filha se tornar rainha da Dinamarca em 1572, as suas visitas tornaram-se mais prolongadas. Foi descrita como gentil, sensível, religiosa e prática. Também era muito activa em Meclemburgo-Güstrow: reconstruiu as igrejas de Güstrow e Dobberan e protegeu hospitais e conventos. Morreu na viagem de regresso de uma das suas visitas à Dinamarca.